# Sarmsheimer Graben
Der Sarmsheimer Graben, auch Hummelbach genannt, ist ein knapp ein Kilometer langer Bach in der rheinland-pfälzischen Gemeinde Münster-Sarmsheim, Deutschland. Der Bach mündet in Münster-Sarmsheim linksseitig in die Nahe.

## Geographie
Der Bach entspringt aus zwei Quellen an der Südseite des Friedersbergs auf einer Höhe von 144 m ü. NHN. Nach Ostnordosten abfließend erreicht der Bach nach ca. 250 m Fließstrecke den Ortsrand von Münster-Sarmsheim im Bereich der Talstraße. Ab hier ist der Bach kanalisiert und verläuft unter der Talstraße und Teichstraße in östliche Richtung. Nach der Unterquerung der Nahetalbahn mündet der Bach auf 80 m ü. NHN linksseitig in die Nahe. Bei einem Höhenunterschied von 64 m beträgt das mittlere Sohlgefälle etwa 67 ‰.